# George Allen (football)
Pour les articles homonymes, voir George Allen.
George Henry Allen est un footballeur anglais né le 23 janvier 1932 à Small Heath (en), Birmingham et mort le 13 juillet 2016 à Solihull. Il évoluait au poste d'arrière gauche.

## Biographie
Allen rejoint Coventry City en tant qu'amateur pendant son service militaire, mais il ne fait aucune apparition en équipe première. 
En novembre 1952, il rejoint Birmingham City gratuitement et fait ses débuts en championnat la saison suivante, le 19 avril 1954, lors d'un match de Second Division contre Nottingham Forest à St Andrew's, match qui se termine sur un score de 2-2.
En raison de la forme des arrières latéraux titulaires Ken Green et Jeff Hall (en), Allen ne parvient pas à s'imposer comme titulaire, ne faisant que 30 apparitions lors de ses sept premières années au club. Lorsque Green subit une blessure qui le force finalement à prendre sa retraite, Allen prend sa place et la conserve jusqu'à ce qu'il se fracture le crâne en 1961.
Il dispute 16 matchs lors des campagnes européennes en Coupe des villes de foires, jouant la finale perdue contre le FC Barcelone en 1960.
À sa récupération, il ne peut pas retrouver sa place en raison de la bonne forme de Graham Sissons (en). Après presque dix ans au club et 121 matchs de première division anglaise, il quitte Birmingham City en janvier 1962.
Allen rejoint Torquay United en janvier 1962, suivant les traces de son coéquipier de Birmingham Gordon Astall qui avait fait le même transfert six mois plus tôt.
Il fait ses débuts pour Torquay lors d'une victoire 4-2 à domicile contre Hull City le 20 janvier 1962 et est présent à tous les matchs pour le reste de la saison. La saison suivante, il ne manque qu'un seul match alors que Torquay termine sixième de la Division Four.
Allen commence la saison 1963-1964 hors de l'équipe, Frank Austin débutant la saison au poste d'arrière gauche à sa place. Cependant, après trois matchs, Allen retrouve sa place et Austin passe à l'arrière droit en remplacement de Colin Bettany (en). Allen joue 40 matchs de championnat cette saison-là, ainsi que les trois matchs de coupe de Torquay.
Il commence la saison 1964-1965 comme titulaire, mais perd sa place au profit de Tony Hellin vers la fin de la saison.
En 1965, il rejoint le club du nord du Devon Bideford AFC (en), qui joue en Western League (en).

## Palmarès
Birmingham City
- Coupe des villes de foires :
  - Finaliste : 1958-1960.